# آتسوشی تامارو
آتسوشی تامارو (انگلیسی: Atsushi Tamaru; ۲۷ فوریهٔ ۱۹۸۶ – ) صداپیشگی در ژاپن اهل ژاپن بود. وی از سال ۲۰۰۹ میلادی تاکنون مشغول فعالیت بوده‌است.